# Min fru går igen (2020)
För andra betydelser, se Min fru går igen.
Min fru går igen är en brittisk långfilm från 2020 i regi av Edward Hall.

## Om filmen
Filmen baseras på pjäsen med samma namn av Noël Coward. Det är den andra filmatiseringen med samma namn, den första var Min fru går igen från 1945 i regi av David Lean.

## Roller (i urval)[1]
- Dan Stevens – Charles Condomine, författare
- Leslie Mann – Elvira Condomine, Charles framlidna första hustru
- Isla Fisher – Ruth Condomine, Charles andra fru
- Judi Dench – Madame Arcati, medium
- Emilia Fox – Violet Bradman, paret Condemans vän och granne
- Julian Rhind-Tutt – Dr George Bradman, läkare och Violets man